# Tim Brockmann

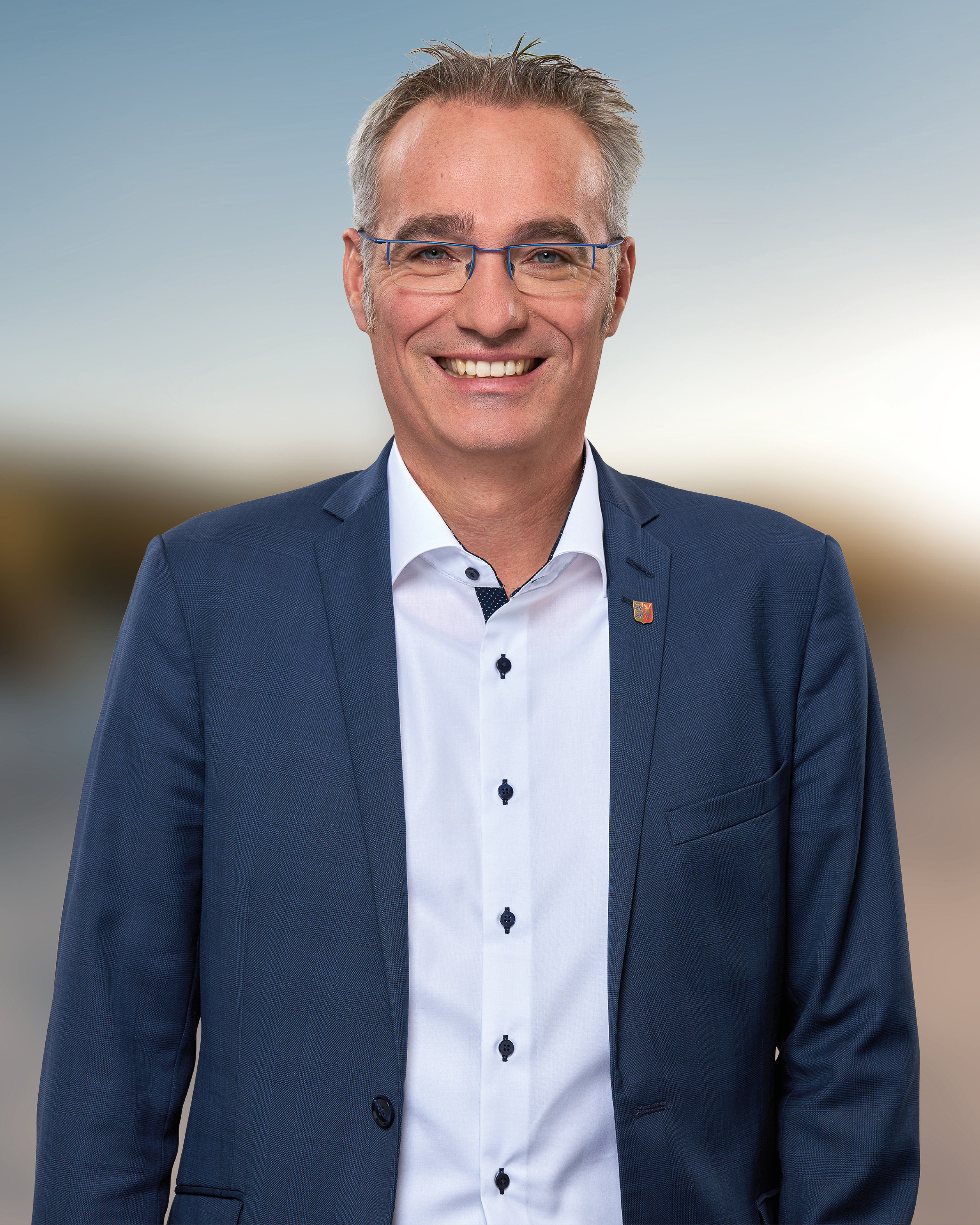
Tim Brockmann 2022

Tim Brockmann (2017)

Tim Brockmann (* 14. Juli 1977) ist ein deutscher Politiker der Christlich Demokratischen Union Deutschlands (CDU) und Volkswirt. Von 2017 bis 2023 war er Abgeordneter im Schleswig-Holsteinischen Landtag. Seit 2023 ist er Bürgermeister von Preetz.

## Leben
Brockmann legte sein Abitur 1997 in Neumünster ab, absolvierte anschließend seine zehnmonatige Wehrpflicht und von 1998 bis 2001 eine Ausbildung zum Bankkaufmann. Von 2001 bis 2005 studierte er Volkswirtschaftslehre an der Christian-Albrechts-Universität zu Kiel mit Abschluss als Diplom-Volkswirt. Von 2005 bis 2008 arbeitete Brockmann als wissenschaftlicher Referent der CDU-Fraktion im Schleswig-Holsteinischen Landtag und war dort für die Betreuung des Fraktionsarbeitskreises Wirtschaft zuständig. 2008 wechselte er als stellvertretender Leiter in das Ministerbüro des Wirtschafts- und Wissenschaftsministers von Schleswig-Holstein. 2010 bis 2017 war Brockmann Geschäftsführer des Vereins Handwerk Schleswig-Holstein, der Vereinigung der Fachverbände und Kreishandwerkerschaften in Schleswig-Holstein.
Ehrenamtlich war Brockmann von 2012 bis 2017 Mitglied im Rundfunkrat des NDR und dort Vorsitzender des Ausschusses für Finanzen, Wirtschaft und Informationstechnologien. Er war von 2013 bis 2017 Vorsitzender im Förderverein der städtischen Kindergärten Preetz e. V.
Brockmann ist verheiratet, hat zwei Kinder und wohnt in Preetz. Er ist evangelischer Konfession.

## Politisches Ehren- und Hauptamt
Bei den Kommunalwahlen in Schleswig-Holstein 2003 erlangte Brockmann ein Mandat als Kreistagsabgeordneter in Rendsburg-Eckernförde. Nach seinem Umzug nach Preetz 2007 wurde er im Zuge der Kommunalwahlen in Schleswig-Holstein 2008 bürgerliches Mitglied in der Preetzer Stadtvertretung und blieb dies bis 2013. Seit 2016 ist er stellvertretender Vorsitzender der CDU Preetz.
Bei der Kommunalwahl 2018 wurde zum Stadtvertreter in Preetz gewählt und ist dort im Ausschuss für Bauplanung tätig.
Am 7. Mai 2017 errang er bei der Landtagswahl in Schleswig-Holstein 2017 mit 41,5 % der Erststimmen das Direktmandat im Landtagswahlkreis Plön-Ostholstein und den Einzug in den Schleswig-Holsteinischen Landtag. Im Landtag wirkt er als stellvertretender Vorsitzender sowie Fachsprecher für Medien und Polizei der CDU-Landtagsfraktion. Brockmann war bis 2020 Mitglied im Bildungsausschuss, er ist Vorsitzender des Fraktionsarbeitskreises Innen und Recht, sowie seit dem 19. Mai 2020 Vorsitzender des 1. Parlamentarischen Untersuchungsausschusses.
Bei der Landtagswahl in Schleswig-Holstein 2022 konnte er mit 46,6 % der Erststimmen das Direktmandat im Wahlkreis Plön-Ostholstein erneut gewinnen.
Am 2. April 2023 wurde er mit 51,41 % der abgegebenen Stimmen zum neuen Bürgermeister von Preetz gewählt. Er folgte somit im Mai 2023 auf Björn Demmin, der im bereits Dezember 2022 zum Landrat des Kreises Plön gewählt wurde. Im Zuge dessen legte er am 7. Juni 2023 sein Landtagsmandat nieder. Für ihn rückte Marion Schiefer in den Landtag nach.